# ماسومي إيتو
ماسومي إيتو (伊藤真澄 إيتو ماسومي) هي موسيقية يابانية ولدت في 21 مايو في محافظة إيباراكي.
عند تأليف الموسيقى التصويرية، تستخدم الاسم المستعار هيكارو ناناسي (七瀬光 ناناسي هيكارو).

## أعمالها في الأنمي

### مسلسلات أنمي تلفزيونية
- فانتوم: ريكوييم فور ذا فانتوم (بالتعاون مع تاتسيا كاتو من الحلقة 12 إلى الحلقة 26)
- سكرابد برنسس
- كرونو كروسيد
- كانان
- غرافيون
- غرافيون Zwei
- زون أوف ذي إندرز Dolores,i
- تاكتيكال رور
- فينوس ضد الفيروس
- جانباريد أوركسترا (بالتعاون مع ماسايوشي فوروكاوا)
- Super GALS!
- شينكيوكو سوكاي بوليفونيكا
- شينكيوكو سوكاي بوليفونيكا كريمسون S
- إنفينيت ستراتوس
- الشظية القرمزية
- الشظية القرمزية الفصل الثاني
- RDG ريد ديتا جيرل (بالتعاون مع myu)
- ما وراء الحدود
- دا كابو (بالتعاون مع يوغو كانو)
- كيميكيس pure rouge (بالتعاون مع ماسارو يوكوياما ونوريوكي إيواداري)
- كوي سورو تنشي إنجليك: إستيقاظ القلب
- كوي سورو تنشي إنجليك: الغد البرّاق
- Noein
- نيو إنجليك أبيس

### أوفا أنمي
- زون أوف ذي إندرز: 2167 IDOLO
- إكس درايفر
- Angel Sanctuary
- فتاة الثقافة: ميموار

### أفلام أنمي
- إكس درايفر
- فتاة الثقافة

## أعمالها في ألعاب الفيديو
- جيمفاير

## وصلات خارجية
- ماسومي إيتو على موقع IMDb (الإنجليزية)
- ماسومي إيتو على موقع ميوزك برينز (الإنجليزية)
- ماسومي إيتو على موقع ميوزك برينز (الإنجليزية)
- ماسومي إيتو على موقع ميوزك برينز (الإنجليزية)
- ماسومي إيتو على موقع ميوزك برينز (الإنجليزية)
- ماسومي إيتو على موقع ديسكوغز (الإنجليزية)
- ماسومي إيتو على موقع ديسكوغز (الإنجليزية)
- ماسومي إيتو على موقع ديسكوغز (الإنجليزية)
- ماسومي إيتو على موقع قاعدة بيانات الفيلم (الإنجليزية)
- ماسومي إيتو على موقع ANN person (الإنجليزية)

- نسخة محفوظة 1 نوفمبر 2020 على موقع واي باك مشين.